# 11112 Cagnoli
11112 Cagnoli eller 1995 WM2 är en asteroid i huvudbältet som upptäcktes den 18 november 1995 av Madonna di Dossobuono-observatoriet i Verona, Italien. Den är uppkallad efter den italienska astronomen, matematikern och diplomaten, Antonio Cagnoli.
Asteroiden har en diameter på ungefär 9 kilometer.